# Attagenus rufomaculatus
Attagenus rufomaculatus is een keversoort uit de familie spektorren (Dermestidae). De wetenschappelijke naam van de soort werd in 1907 gepubliceerd door Maurice Pic.